# Paul A. Shapiro
Paul A. Shapiro ist ein US-amerikanischer Historiker.

## Leben
Paul A. Shapiro arbeitet als Direktor des Center for Advanced Holocaust Studies am United States Holocaust Memorial Museum in New York. Er ist Mitglied im Internationalen Ausschuss für den Internationalen Suchdienst (ITS) in Bad Arolsen. Shapiro gehörte zu den treibenden Kräfte zum Umbau des ITS in ein für die Forschung und Öffentlichkeit zugängliches Archiv.
Shapiro erhielt 2010 das Bundesverdienstkreuz.

## Schriften (Auswahl)
- Romania’s past as challenge for the future : a developmental approach to interwar politics. 1975. Manuskript im Bestand der Martin-Opitz-Bibliothek
- The Kishinev Ghetto, 1941–1942: A documentary history of the Holocaust in Romania’s contested borderlands. Tuscaloosa : University of Alabama Press, 2015, ISBN 978-0-8173-1864-2